# Tămășești (okręg Marmarosz)
Tămășești – wieś w Rumunii, w okręgu Marmarosz, w gminie Ariniș. W 2011 roku liczyła 252 mieszkańców.